# تساوت (أنزو)
تساوت هي إحدى مشيخات المملكة المغربية، تتبع جغرافيا لإقليم أزيلال وإداريًا لأنزو. يقدر عدد سكانها بـ 7159 نسمة حسب الإحصاء الرسمي للسكان والسكنى لسنة 2004.